# Kleitos der Schwarze
Kleitos der Schwarze (altgriechisch Κλεῖτος ὁ μέλας Kleítos ho mélas, lateinisch Clitus; † 328 v. Chr. in Marakanda) war ein Offizier König Philipps II. von Makedonien und dessen Sohnes Alexanders des Großen. Bei einem Streit während eines Gelages wurde Kleitos 328 v. Chr. von Alexander erstochen.

## Leben
Kleitos war ein Sohn des Dropidas, der wohl zum makedonischen Adel gehörte, und Jugendfreund Alexanders. Seine Schwester Lanike war Alexanders Amme. Nach der Ermordung Philipps II. 336 v. Chr. begleitete er Alexander auf dessen Persienfeldzug und fungierte zunächst als Führer einer Einheit der königlichen Kavallerie. Bei der Schlacht am Granikos im Mai 334 v. Chr. rettete er Alexander das Leben, indem er im letzten Augenblick den Schwerthieb des Spithridates, des persischen Satrapen von Lydien, abwehrte, der den Makedonenkönig im Nahkampf töten wollte. Kleitos trennte dabei Spithridates den Schwertarm ab. Apelles malte Kleitos, wie er von seinem Knappen den Helm fordert, um zu Pferd in den Kampf zu ziehen.
Später wird die Teilnahme des Kleitos an der Schlacht von Gaugamela (1. Oktober 331 v. Chr.) erwähnt, wo er seine Einheit der unter dem Oberkommando des Philotas stehenden, auf dem rechten Flügel der makedonischen Armee postierten Hetairenreiterei anführte, doch wirkte er wohl bei allen Schlachten mit. In Susa blieb er erkrankt zurück, folgte dann 330 v. Chr. seinem König nach Ekbatana nach und erhielt von Alexander die Anweisung, mit einer Heeresabteilung gegen die Parther vorzugehen. Nach der Hinrichtung des Philotas wollte Alexander, um künftig einer Gefahr für seine Stellung vorzubeugen, das Kommando über die Hetairenreiterei nicht mehr einem seiner Generäle allein anvertrauen, sondern teilte es zwischen Kleitos und Hephaistion auf.
328 v. Chr. ereignete sich bei einem Trinkgelage in der Stadtburg von Marakanda (Samarkand) ein Zwischenfall, der Kleitos das Leben kostete. Er sollte, möglicherweise wegen seines Alters, die Satrapie Baktrien als Nachfolger des zurückgetretenen Artabazos übernehmen, konnte dadurch aber keine weiteren Feldzüge mehr mitmachen. Anscheinend sah er dies als Herabsetzung an. An diesem Abend hatte er zu viel schweren einheimischen Wein getrunken, als er begann, auf Alexander zu schimpfen und dessen Vater Philipp II. zu loben. Dabei stellte Kleitos, der altmakedonisch gesinnt war, die Leistungen Philipps über jene Alexanders. Auch beschuldigte er Alexander, die Perser gegenüber den Makedonen, denen er alles verdanke, zu bevorzugen. Es ist ferner möglich, dass er bei dieser Gelegenheit Kritik an der Proskynese übte, einem von Alexander übernommenen persischen Hofritual. Der Streit wurde immer heftiger. Schließlich entriss Alexander wutentbrannt einem Leibwächter die Lanze und tötete damit den unbewaffneten Kleitos. Kurz darauf jedoch bedauerte er seine Tat zutiefst und musste von seinen Gefährten vom Selbstmord zurückgehalten werden. Er ließ Kleitos ordnungsgemäß beisetzen. Der Tod des Kleitos wird auf den Sommer 328 v. Chr. bzw. auf den Winter 328/27 v. Chr. datiert.
Die antiken Alexanderhistoriker behandelten das Ereignis sehr ausführlich, weil die Tötung des Kleitos durch den König sehr aufschlussreich für den Charakter und die Persönlichkeit Alexanders schien, insbesondere, wenn er aus politischer oder philosophischer Perspektive als Tyrann hingestellt wurde. Arrian, Quintus Curtius Rufus und Iustinus vertraten die Ansicht, der König habe schuldhaft gehandelt. Aristobulos war dagegen der Meinung, dass ausschließlich Kleitos die Schuld getragen habe; Kleitos sei nach seiner Auseinandersetzung mit Alexander von Ptolemaios hinausgeführt worden, aber aus mangelnder Selbstbeherrschung zurückgekehrt und erneut mit dem König in Streit geraten, woraufhin er erdolcht worden sei. Auch Plutarch nahm Alexander in Schutz, indem er postulierte, der „Daimon“ des Kleitos sei schuld gewesen.

## Literarische Rezeption
Die Geschichte vom Tod des Kleitos inspirierte Conrad Ferdinand Meyer zu seinem Gedicht Der trunkene Gott. Darin begeht Kleitos – zusätzlich zu seiner sonstigen Kritik an Alexander – noch den Fehler, diesen auf seinen körperlichen Makel anzusprechen: Alexanders Rücken war krumm, seine linke Schulter niedriger als die rechte, worüber Kleitos sich mit den Worten lustig macht:
„Gast des Himmels, warum sinken

Haupt und Schulter dir zur Linken?

Lastet dir der Erde Raub?

Mit den Göttern willst du zechen?

Spotten hör’ ich dein Gebrechen:

Alexander, du bist Staub!“
Blind vor Zorn erdolcht Alexander darauf Kleitos.